# Cova de les Creus
La cova de les Creus és un abric del municipi de Montblanc (Conca de Barberà) amb representacions de pintura rupestre protegides com a Patrimoni de la Humanitat en el conjunt de l'Art rupestre de l'arc mediterrani de la península Ibèrica. Està situada en la pedania de Rojals, en els cingles del barranc de les Cometes, o Escometes, de la carena de la Bartra.

## Cova

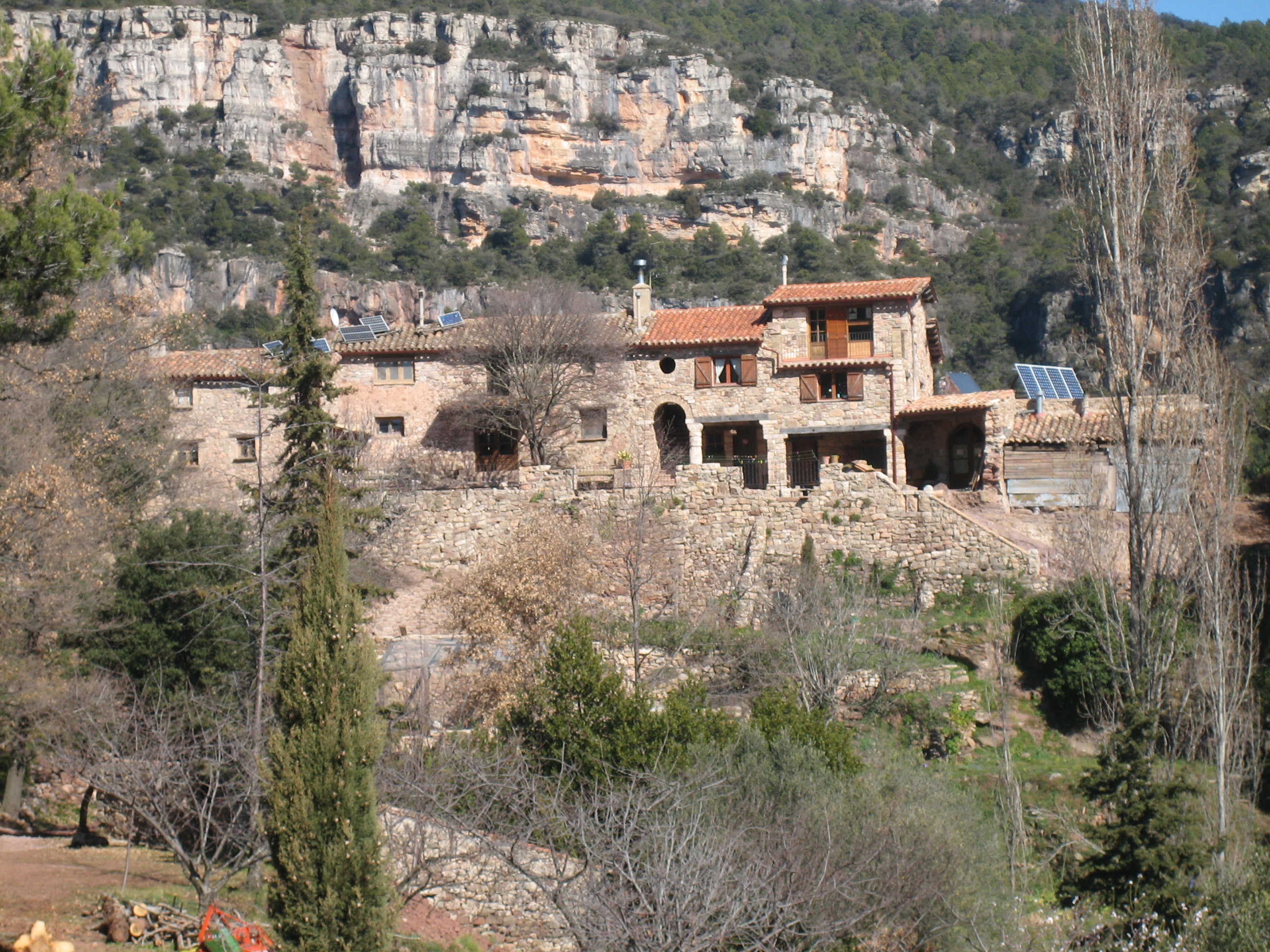
Vista de la Bartra davant d'uns cingles

La cova de les Creus és un abric orientat al sud, d'uns 10 metres de llargada per uns 6 de fondària en el punt màxim, i 3 m d'altura. Sobre el terra de l'abric, existeixen dos blocs despresos, alguns de proporcions considerables, com el que es troba enfront de les figures 2 a 5. L'abric en general presenta un estat de conservació força precari, amb colades d'aigua que són abundant i actives.
Aquest jaciment i el de Mas d'en Carles van ser descoberts l'any 1927 per J. Iglesias, col·laborador habitual de Salvador Vilaseca. L'estudi de les pintures no es va reprendre fins a l'any 1983.

## Pintures rupestres
Les figures estan situades a partir de la part central dreta de la cavitat, però s'agrupen preferentment a la zona dreta de l'abric. Es comptabilitzen un total de cinc elements, tots de color vermell, excepte un element esquemàtic ataronjat. El jaciment s'integra perfectament en el grup de jaciments que l'envolten: Mas d'en Carles i Britus.
La figura 1 és un antropomorf, una figura incompleta en el seu costat esquerre formada per un traç central molt irregular que possiblement en la zona mitjana era creuat per un altre del qual en resten fragments que es concentren a l'extrem dret. El traç central presenta en la part superior un altre traç encorbat que arriba a travessar la línia horitzontal. La conservació és dolenta amb la pintura esvaïda.
La figura 2 són restes d'un element més o menys ovalat dividit per un traç vertical que es perllonga uns quants centímetres. L'arc esquerre està força apuntat. És l'element més significatiu del conjunt; correspon a les anomenades figures humanes en "phi" segons la tipologia de H. Breuil i P. Acosta. Cal fer constar que aquest tipus constitueix la base de certs ídols oculats.
Les figures 3 i 4 són digitacions, uns elements més o menys ovalats dividits per un traç vertical que es perllonga uns quants centímetres. L'arc esquerre està força apuntat.
La figura 5 és ancoriforme. És un element esquemàtic format per un traç vertical que en l'extrem superior és travessat per un traç horitzontal de mida menor. La seva forma l'emparenta amb les denominades figures humanes del tipus "T" i en "phi". El traç d'aquesta representació és poc homogeni, ja que el suport en aquesta zona és especialment irregular.